# Rodulf (Heruler)
Rudolf oder Rodulf († um 508) war ein Anführer oder König der Heruler Anfang des 6. Jahrhunderts. 
Nach dem Zusammenbruch des Weströmischen Reiches 476 gerieten die an der mittleren Donau siedelnden germanischen Völker in Unruhe. Die Heruler siedelten in dieser Zeit an der March. 
Der spätantike Geschichtsschreiber Jordanes berichtet von einem König namens Rodulf, der im hohen Norden über mehrere Völker herrschte, bevor er zum Ostgotenkönig Theoderich nach Italien flüchtete. Ein Herulerkönig namens Rodulf wird auch in anderen spätantiken und frühmittelalterlichen Quellen erwähnt, so von Prokopios von Caesarea und Paulus Diaconus. Vermutlich beziehen sich alle Aussagen auf dieselbe Person, wenngleich der Bericht bei Jordanes nur im Kern historisch ist; eine Herkunft aus Skandinavien ist hingegen unhistorisch.
Zu den Nachbarn der Heruler gehörten Anfang des 6. Jahrhunderts das Ostgotenreich unter Theoderich dem Großen rechts der Donau, die Langobarden in Mähren und Pannonien links der Donau und die Gepiden in Ostungarn an der unteren Donau.
Unter ihrem Anführer Rodulf gerieten die Heruler in Konflikt mit den Langobarden unter Tato, denen sie trotz zahlenmäßiger Überlegenheit um 508 in einer Schlacht unterlagen. Daraufhin löste sich der Stammesverband der Heruler auf und die Langobarden wurden zur (vorläufig) dominierenden Macht an der mittleren Donau. Diese integrierten zum Teil die Heruler; Tatos Nachfolger Wacho heiratete Silinga, die nach Paulus Diaconus eine Tochter Rodulfs war.